# Mouhet

Mouhet este o comună în departamentul Indre, Franța. În 1 ianuarie 2022 avea o populație de 411 de locuitori.